# Internet Group Management Protocol
IGMP é uma sigla para o inglês Internet Group Management Protocol é um protocolo participante do protocolo IP e sua função é controlar os membros de um grupo de multicast IP, gerenciando os grupos de multicast controlando a entrada e a saída de hosts deles.
Este protocolo pode ser utilizado para aproveitar melhor os recursos de uma rede de modo a informar roteadores a enviar o multicast apenas para os hosts pertencentes aos grupos. Pode ser usado para jogos em rede ou distribuição de vídeo pela rede.
Por questões de segurança, pode ser desativado pois pode permitir alguns ataques.